# Ліньєр-Амблевіль
Ліньєр-Амблевіль (фр. Lignières-Ambleville) — муніципалітет у Франції, у регіоні Нова Аквітанія, департамент Шаранта. Ліньєр-Амблевіль утворено 1-1-2022 шляхом злиття муніципалітетів Ліньєр-Соннвіль i Амблевіль. Адміністративним центром муніципалітету є Ліньєр-Соннвіль. Населення — 705 осіб (01.01.2021).